# Astronesthes lucifer
Astronesthes lucifer es una especie de pez de la familia Stomiidae en el orden de los Stomiiformes.

## Morfología
Los machos pueden llegar alcanzar los 12 cm de longitud total.

## Depredadores
Es depredado por el pez Pseudopentaceros wheeleri.

## Hábitat
Es un pez de mar y de aguas profundas que vive entre 25-704 m de profundidad.

## Distribución geográfica
Se encuentra en el Japón, las Hawái,  el Mar de Timor, Taiwán, Australia y el Yemen.